# Georg von Hauberrisser

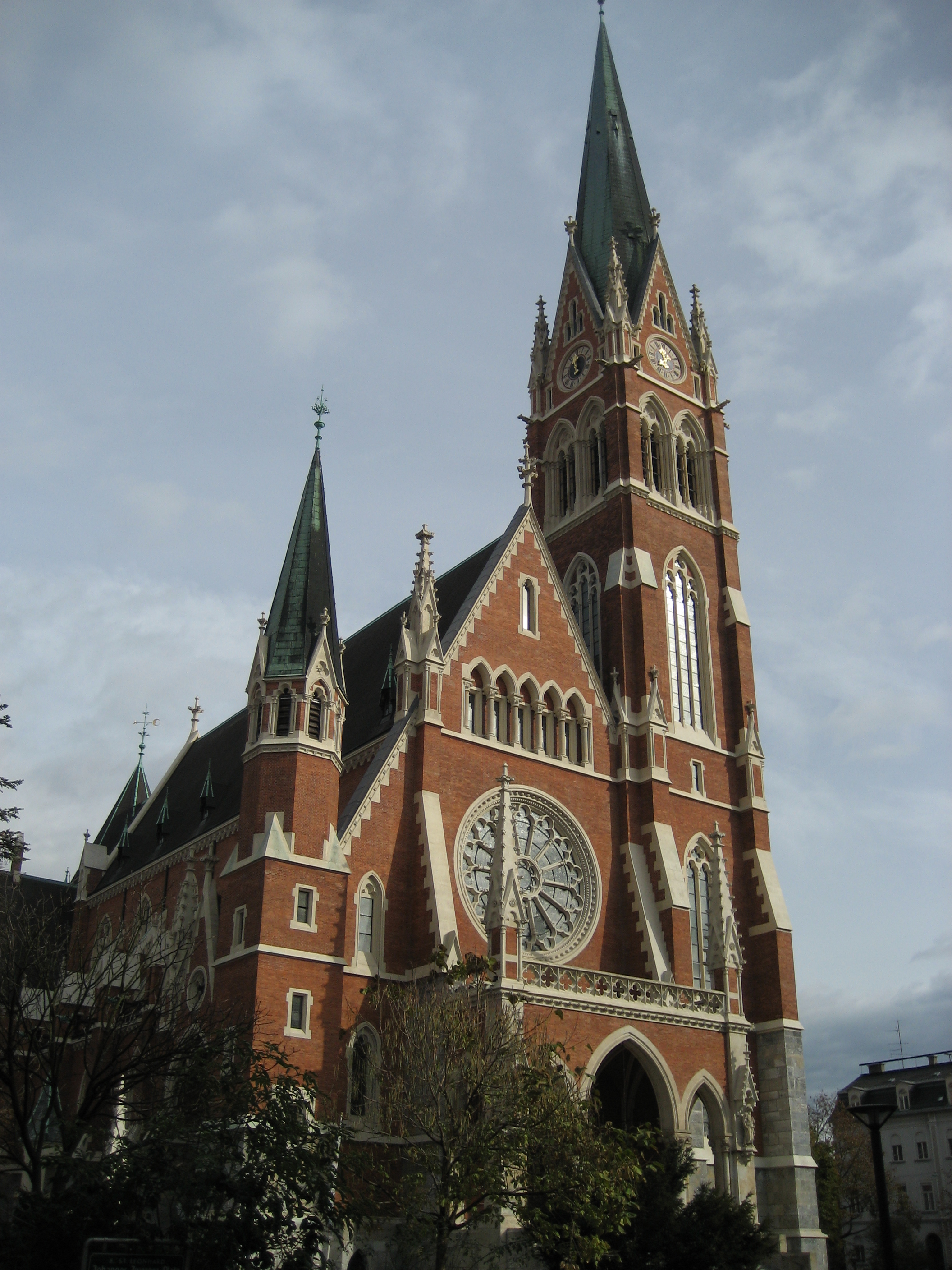
Kostel Ježíšova srdce ve Štýrském Hradci

Georg Hauberrisser, od 1901 Georg von Hauberrisser (19. března 1841, Štýrský Hradec – 17. května 1922, Mnichov) byl německo-rakouský architekt.

## Život
Jeho otec byl George Hauberrisser. Studoval architekturu v Mnichově u George Friedricha Zieblanda (1800–1873) a u Ludwiga Lange (1863–1936), kde studoval také u Johanna Heinricha Stracka (1805–1880) a Karl Boettichera a nakonec ve Vídni společně s Fridrichem von Schmidtem, který ho ovlivnil ve smyslu novogotiky. George Hauberrisser měl osm dětí, z nichž jeden syn Henry Hauberrisser (1872–1945) byl také architekt.

## Dílo
- Hauberrisser v roce 1866 zaměstnán jako architekt v Mnichově.
- Pracoval na díle "Nová radnice" v Mnichově 1867.
- Dalším dílem je nová radnice v Kaufbeuren (1879–1881).
- Gotický kostel Svatého srdce ve Štýrském Hradci (1881–1891).
- Nová radnice Wiesbaden (1885–1887).
- Novogotický kostel svatého Pavla v Mnichově (1892–1906).
- Radnice Saarbrücken (1897–1900).
- Navrhl také historizující formy pro řád německých rytířů v Bouzově na Moravě a také úpravy na zámku v Bruntále a na státním zámku v Opočně, kde se podílel na romantických podobách místností v první patře (apartmá knížete) na počátku 20. století za majitele Josefa Colloredo-Mannsfelda.